# Sonic X
A Sonic X japán-amerikai rajzfilmsorozat, amelyet Hajime Kamegaki (Hadzsime Kamegaki) rendezett. A sorozat a népszerű, Sega által forgalmazott Sonic the Hedgehog franchise-on alapul. Ez egy anime sorozat. A sztori ugyanaz, mint a játékokban: Sonic a sündisznó, barátai: Tails, Knuckles, Amy Rose és Cream, a nyúl - különféle kalandokba keverednek, és összecsapnak Sonic esküdt ősellensége, Dr. Eggman (Robotnik) ellen. Ebben a sorozatban azonban egy fiú is csatlakozik a csoporthoz. Magyar bemutató 2004-ben volt, Japánban 2003. április 6-tól 2004. március 28-ig ment a sorozat. A rajzfilmsorozat 3 évadot élt meg 78 epizóddal. Itthon a Jetix adta le, Japánban a TV Tokyo és a Kids Station sugározta. Képregény is készült a produkció alapján, 40 kötet.

## Ismertető
"Én, Sonic egy olyan sündisznó vagyok, akinek nincs párja." Sonic gyorsabban mozog és gondolkodik, mint a villám. Mindig keresi a kalandot, soha nincs túl sokáig egy helyben. Sonic mindig higgadt marad, még a legforróbb szituációban is a szakadék szélén. A környezetét mindig elvarázsolja képességeivel. Sonic X berobban a tévéd képernyőjére, kísérd figyelemmel Te is Sonic és barátai izgalmas kalandjait. Ők kétségbeesetten meg akarják akadályozni, hogy az ördögi és zseniális Dr. Eggman megkaparintsa a Chaos Emeraldokat. Dr. Eggman lenne a világ ura, ha megkaparintaná, tehát meg kell állítaniuk őt!

## Szereplők
| Szereplő                      | Angol hang                                                 | Japán hang                                               | Magyar hang                                                              |
| ----------------------------- | ---------------------------------------------------------- | -------------------------------------------------------- | ------------------------------------------------------------------------ |
| Sonic, a sündisznó            | Jason Griffith                                             | Jun'ichi Kanemaru                                        | Morassi László (1. hang) Szabó Máté (2. hang)                            |
| Miles "Tails" Prower          | Amy Palant                                                 | Ryo Hirohashi                                            | Jelinek Márk Kilényi Márk (néhány rész erejéig)                          |
| Knuckles, a hangyászsün       | Dan Green                                                  | Nobutoshi Kanna                                          | Holl Nándor                                                              |
| Amy Rose                      | Lisa Ortiz                                                 | Taeko Kawata                                             | Mánya Zsófi                                                              |
| Cream, a nyúl                 | Rebecca Honig                                              | Sayaka Aoki                                              | Vadász Bea                                                               |
| Cheese, a chao                | Rebecca Honig                                              | Ryō Hirohashi                                            | Eredeti hang                                                             |
| Dr. Eggman                    | Mike Pollock                                               | Chikao Ōtsuka                                            | Imre István                                                              |
| Decoe                         | Andrew Rannells                                            | Ken Yamaguchi                                            | Seder Gábor                                                              |
| Bocoe                         | Darren Dunstan                                             | Bin Shimada                                              | Bolla Róbert                                                             |
| Bokkun                        | Andrew Rannells                                            | Yumiko Kobayashi                                         | Kántor Kitty (1. évadban) Dögei Éva (2. évadban) Csuha Bori (3. évadban) |
| Christopher "Chris" Thorndyke | Suzanne Goldish (gyerek) Michael Sinterniklaas (tinédzser) | Sanae Kobayashi (gyerek) Masakazu Morita (tinédzser)     | Morvay Gábor                                                             |
| Charles "Chuck" Thorndyke     | Jerry Lobozzo                                              | Bin Shimada                                              | Versényi László                                                          |
| Ella                          | Mike Pollock                                               | Kujira                                                   | Némedi Mari                                                              |
| Mr. Tanaka                    | Darren Dunstan                                             | Naoki Imamura                                            | Megyeri János (1. hang) Rosta Sándor (2. hang)                           |
| Sam Speed                     | Greg Abbey                                                 | Sōichirō Tanaka                                          | Markovics Tamás                                                          |
| Danny                         | Rachael Lillis                                             | Naomi Shindoh                                            | Molnár Levente                                                           |
| Frances                       | Kerry Williams                                             | Yuka Shioyama                                            | Dögei Éva                                                                |
| Helen                         | Amy Birnbaum                                               | Noriko Hidaka                                            | Bogdányi Titanilla                                                       |
| Shadow, a sündisznó           | Jason Griffith                                             | Kouji Yusa                                               | Hamvas Dániel                                                            |
| Rouge, a denevér              | Kathleen Delaney                                           | Rumi Ochiai                                              | Bognár Mária                                                             |
| Topaz                         | Kayzie Rogers                                              | Yukari Hikida                                            | Simonyi Piroska (1. hang) Roatis Andrea (2. hang)                        |
| Big, a macska                 | Oliver Wyman                                               | Takashi Nagasako                                         | Szűcs Sándor                                                             |
| Vector, a krokodil            | Jimmy Zoppi                                                | Kenta Miyake                                             | Faragó András                                                            |
| Espio, a kaméleon             | David Wills                                                | Yüki Masuda                                              | Juhász György (2. évadban) Kapácsy Miklós (3. évadban)                   |
| Charmy, a méh                 | Amy Birnbaum                                               | Yoko Teppouzuka                                          | Kántor Kitty (2. évadban) Dögei Éva (3. évadban)                         |
| Cosmo                         | Amy Birnbaum                                               | Etsuko Kozakura                                          | Talmács Márta                                                            |
| Molly                         | Bella Hudson                                               | Houko Kuwashima                                          | ?                                                                        |
| Vanilla, a nyúl               | Rebecca Honig                                              | Sayaka Aoki                                              | ?                                                                        |
| Tikal, a hangyászsün          | Bella Hudson                                               | Karoi Asou                                               | Törtei Tünde                                                             |
| Gerald Robotnik               | ?                                                          | Chikao Otsuka                                            | Izsóf Vilmos                                                             |
| Elnök                         | ?                                                          | Tomohisa Asō                                             | Kapácsy Miklós                                                           |
| Mr. Stuard                    | ?                                                          | Michio Nakao                                             | Rosta Sándor (1. hang) Sótonyi Gábor (2. hang)                           |
| Dark Oak                      | Jonathan Todd Ross                                         | Jōji Nakata Katsuyuki Konishi (Lucas)                    | Vass Gábor                                                               |
| Yellow Zelkova                | Ted Lewis                                                  | Takeshi Watabe                                           | Bácskai János                                                            |
| Red Pine                      | Jonathan Todd Ross                                         | Hōchū Ōtsuka                                             | Rudas István                                                             |
| Black Nariszusz               | Sean Schemmel                                              | Ken Narita                                               | Faragó András                                                            |
| Green Bay Leaf                | ?                                                          | ?                                                        | Bertalan Gábor                                                           |
| Leon                          | Andrew Rannells                                            | Yūki Tai                                                 | Pálmai Szabolcs                                                          |
| Kiing Boom Boo                | ?                                                          | Naoki Imamura                                            | ?                                                                        |
| E-102 Gamma                   | Andrew Rannells                                            | Taiten Kusunoki                                          | ?                                                                        |
| Maria                         | Bella Hudson                                               | Yuri Shiratori                                           | ?                                                                        |
| Lindsay Thorndyke             | Jennifer Blood                                             | Naomi Shindoh                                            | ?                                                                        |
| Nelson Thorndyke              | ?                                                          | Ken Yamaguchi                                            | ?                                                                        |
| Alelnök                       | ?                                                          | ?                                                        | ?                                                                        |
| Emerl                         | ?                                                          | ?                                                        | ?                                                                        |
| Froggy                        | ?                                                          | ?                                                        | ?                                                                        |
| Chaos                         | ?                                                          | ?                                                        | ?                                                                        |
| Lindsay Speed                 | ?                                                          | Naomi Shindō                                             | ?                                                                        |
| Elnök volt titkára            | ?                                                          | ?                                                        | ?                                                                        |
| Scarlett Garcia               | ?                                                          | Yuka Shioyama                                            | ?                                                                        |
| Hertia,a mag                  | ?                                                          | ?                                                        | ?                                                                        |
| Chaotix                       | ?                                                          | ?                                                        | ?                                                                        |
| Metarex                       | ?                                                          | ?                                                        | ?                                                                        |
| Edward                        | ?                                                          | Naoki Imamura                                            | ?                                                                        |
| Fehér király                  | ?                                                          | Jūrōta Kosugi                                            | ?                                                                        |
| További hangok                | ?                                                          | Kyo Kusanagi Mr. Masaya Nakaruma Jamie Chung Iori Yagami | Bartucz Attila ?                                                         |